# Pikku Harrijärvi
Pikku Harrijärvi är en sjö i Gällivare kommun i Lappland och ingår i Råneälvens huvudavrinningsområde.